# Jón Guðni Fjóluson
Jón Guðni Fjóluson (Þorlákshöfn, 10 aprile 1989) è un ex calciatore islandese, di ruolo difensore.

## Caratteristiche tecniche
È un difensore centrale.

## Carriera

### Club
Gioca per tre anni nella massima divisione islandese con il Fram segnando 7 reti in 47 presenze di campionato, nel giugno 2011 passa al Beerschot nella massima serie belga rimanendovi per una stagione.
Arrivato in Svezia al GIF Sundsvall nell'agosto 2012, è rimasto ufficialmente fino alla scadenza contrattuale del 31 dicembre 2015. Anche la sua tappa successiva è stata in Svezia, questa volta all'IFK Norrköping dove è arrivato a parametro zero.
A circa 6 mesi dalla scadenza del suo accordo con l'IFK Norrköping, Fjóluson è stato ceduto nell'agosto 2018 ai russi del Krasnodar. Nonostante il contratto fosse anche in questo caso triennale, il 22 luglio 2020 le due parti hanno rescisso di comune accordo complice lo spazio limitato che il giocatore ha trovato nel club (16 presenze nell'arco di due campionati).
Il 22 settembre 2020 è stato ingaggiato dai norvegesi del Brann, a cui si è legato con un contratto di pochi mesi valido fino alla fine dell'anno.
Nel gennaio 2021 si è legato per tre anni agli svedesi dell'Hammarby con un accordo di tre anni. Questa parentesi tuttavia è stata condizionata da un grave infortunio occorsogli il 3 ottobre 2021 durante la trasferta sul campo dell'IFK Norrköping, nella quale ha riportato una lesione al legamento crociato del ginocchio sinistro. Questo incidente lo ha portato a saltare la restante parte della stagione 2021, ma anche le intere stagioni 2022 e 2023, le ultime previste dal suo contratto.
In vista della stagione 2024 ha firmato con gli islandesi del Víkingur, tornando così in patria dopo dodici anni e mezzo di carriera trascorsi all'estero.

### Nazionale
Nel 2011 ha preso parte con la nazionale Under-21 islandese al campionato europeo di categoria che si è svolto in Danimarca.
In carriera ha giocato sia per l'Under-21 che per la nazionale maggiore del suo paese.

## Palmarès

### Club

#### Competizioni nazionali
- Coppa di Svezia: 1

Hammarby: 2020-2021
- Supercoppa d'Islanda: 1

Víkingur: 2024